# Dubbel Buitenlust
Dubbel Buitenlust is een Belgisch bier van hoge gisting.
Het bier werd in 1997 voor het eerst gebrouwen door De Proefbrouwerij te Hijfte. Sinds 2005 wordt het geproduceerd in opdracht van bierfirma 'Brouwerij Buitenlust Bier gcv'. De naam van het bier verwijst naar een café tussen Gent en Kortrijk dat tijdens het interbellum een drukbezochte herberg was, maar begin jaren 1950 sloot.
Het recept is samengesteld door hobbybrouwers. Dubbel Buitenlust werd verschillende jaren aan 8,5% gebrouwen. Het is een blond bier met in 2020 een alcoholpercentage van 7,5% (17° Plato). Op het etiket prijkt een foto uit 1932.